# ريبيكا فيلد
ريبيكا فيلد (بالإنجليزية: Rebecca Field)‏ هي ممثلة أمريكية، ولدت في القرن العشرين في Lenox Dale, Massachusetts ‏ في الولايات المتحدة.

## أعمال

### أفلام
- (2012) لم الشمل الأمريكي[3][4][5]
- (2014) مدراء فظيعون 2[6]
- (2018) مولد نجم[7][8]

### مسلسلات
- اكذب علي
- تشريح غراي
- طريق أكتوبر
- كاسل

## وصلات خارجية
- ريبيكا فيلد على موقع IMDb (الإنجليزية)
- ريبيكا فيلد على موقع ألو سيني (الفرنسية)
- ريبيكا فيلد على موقع أول موفي (الإنجليزية)
- ريبيكا فيلد على موقع قاعدة بيانات الفيلم (الإنجليزية)
- ريبيكا فيلد على موقع كينوبويسك (الروسية)